# Isabelle Aboulker
Pour les articles homonymes, voir Aboulker.
Isabelle Aboulker, née le 23 octobre 1938 à Boulogne-Billancourt, est une compositrice française de style néo-tonal, connue pour ses opéras, ses mélodies et œuvres pour jeune public.

## Biographie

### Jeunesse et études
Isabelle Aboulker est née en 1938 dans la concordance d’influences d’un grand-père compositeur, Henry Février, et d’un père cinéaste et écrivain, Marcel Aboulker. Son oncle est le pianiste Jacques Février,. Peu après sa naissance, elle grandit en Algérie. Elle se produit très tôt, notamment avec un concert à Alger à l'âge de six ans.
En classe de solfège spécialisé au Conservatoire de Paris, elle rencontre Edmond Rosenfeld, qui se prépare à une carrière de concertiste et deviendra son mari. Elle reçoit une médaille en solfège et en harmonie. En 1959, elle interrompt ses études dans la classe de Maurice Duruflé pour se consacrer à son premier enfant. Parallèlement à des études d’écriture et sur les conseils de Christian Ivaldi, elle est admise dans la classe d’accompagnement de Henriette Puig-Roget au Conservatoire, elle y obtient son premier prix en 1963, et par suite est engagée comme assistante auprès de Jeanine Micheau et Xavier Depraz, elle approfondit sa connaissance de la mélodie et de l'opéra français. Elle travaille l'orchestration pendant deux ans avec Pierre Wissmer, à la Schola cantorum. Elle compose pour le cinéma et le théâtre. De 1983 à 2003, elle enseigne la formation musicale aux élèves chanteurs du Conservatoire.

### Carrière
En 1977, elle compose des musiques de scène pour la Maison de la culture d'Amiens. C'est à ce moment qu'on lui propose de mettre en musique Les Surprises de l'Enfer, une farce musicale. Au même moment, elle compose Jean de la Fontaine parmi nous, un opéra de poche donné en tournée par les Jeunesses musicales de France, après avoir constaté la rareté des œuvres pour enfants en langue française.
En 1978, La Lacune est créé à Compiègne, d'après une pièce d'Eugène Ionesco. En 1979, une première œuvre lyrique, Les Surprises de l'Enfer, sur un livret de Jean-Pierre Vaguer, est jouée à Caen, dans une mise en scène d'Erik Krüger. L'œuvre remporte un grand succès et est saluée par la critique,.
Accompagnatrice, chef de chant, puis professeur auprès des jeunes chanteurs au CNSM, c’est autour de la voix et de l’opéra que se concentre à partir de 1981 son activité créatrice. Attentive à la prosodie et au choix des livrets, elle se veut héritière de la tradition française : Debussy, Ravel, Poulenc, etc.
En 1983, à la demande de Jean-Claude Malgoire, directeur de l'Atelier lyrique de Tourcoing, elle compose un petit opéra sur un texte d'Eugène Ionesco, Leçons de Français aux étudiants américains.
Titulaire de la classe d'accompagnement au Conservatoire d'Amiens, ville où Edmond Rosenfeld dirige l'ensemble Pupitre 14, implanté à la Maison de la culture d'Amiens, son directeur, le metteur en scène Dominique Quéhec lui propose de composer des musiques de scènes.
A l'occasion de la création des Surprises de l'Enfer à Caen, Jacques Longchamp avait distingué d'emblée dans Le Monde les qualités très personnelles émaillées de références stylistiques perceptibles d'une compositrice « qui ne se prend pas au sérieux ».  En 1996, Thierry Guérin exprime son admiration après avoir assisté à la création de Atchafalaya au Festival National d'Opéra pour enfants de La Chapelle-Saint-Mesmin, dont le livret a été écrit par Rémi Laureillard. Elle entre en relation avec des librettistes grâce à Charles Imbert.
En 1998, Isabelle Aboulker compose 1918, l'Homme qui titubait dans la guerre, œuvre ayant fait l'objet d'une commande d'État pour le quatre-vingtième anniversaire de la fin de la Première Guerre mondiale,. Elle compose une musique grave mais contrastée sur un montage de textes et de poèmes révélateurs de sentiments profonds et annonciateurs réalisés par Arielle Augry. Cet oratorio créé par l'Orchestre de Picardie, a été joué en 1999 à Weimar, alors capitale européenne de la Culture, et interprété depuis à de nombreuses reprises, en particulier à l'occasion, en 2018, des commémorations du centenaire.
En 1999, dans La Nouvelle République du Centre-Ouest, Hervé Lansiaux remarque que « manifestement Isabelle Aboulker aime la voix. Et les voix de ce Monsieur de Balzac lui en ont su gré tant a éclaté leur bonheur de dire et de chanter ». Pour elle, la prosodie de la poésie procède de la musique. Elle s'intéresse à toutes les formes littéraires : fables, contes, récits, journaux intimes. Elle écrit notamment une pièce pour piano et voix sur des extraits du journal de Marie Curie intitulée « Cher Pierre que je ne reverrai plus ici... ».
Conjointement au développement de sa carrière de compositeur, elle est distinguée en 1999 par un prix de l’Académie des Beaux-Arts. En 2000, elle obtient le Prix Musique de la Société des Auteurs et Compositeurs Dramatiques, et le prix Maurice-Yvain en 2011. En 2017, elle reçoit le prix des Éditeurs de musique pour le conte musical Myla et l'Arbre-bateau pour lequel elle a écrit le texte et les chansons.
En septembre 2002, le conte en forme d'opéra Douce et Barbe Bleue, commande de Radio France est créé à Paris. Le livret, adapté du conte de Charles Perrault, a été écrit par Christian Emery.
Dans L'Éducation musicale de décembre 2003, Pierrette Germain relève que « L'efficace simplicité du style [...], soit dans le récit accompagné de la dernière promenade et du dernier bouquet, soit dans la mélopée de l'élan brisé ». Laurence Bresset, à propos de la pièce Les Enfants du levant, observe la même chose dans La Lettre du Musicien : « sans emphase, mais au contraire avec beaucoup de sensibilité et d'humilité , les mélodies d'Isabelle Aboulker nous transportent ». Elle compose en se détournant des nouvelles techniques, elle compose de la musique tonale, en obéissant à des impératifs simples : faire chanter les mots, approfondir les caractères des personnages, traduire le plus précisément toute la palette des émotions. À propos de son opéra Douce et Barbe Bleue, Isabelle Mili note dans la Lettre du Musicien de 2002 : « thématique alerte, rythme soutenu, harmonies grinçantes, intervalles acrobatiques ou polyphonies savantes contribuent à doter les voix d'un assortiment de couleurs et de variété d'expression tout à fait étonnants ».
En mars 2018, Isabelle Aboulker a été nommée chevalière de l'Ordre des Arts et Lettres par le ministre de la Culture.

### L'artisanat de la musicienne
Si écrire pour de jeunes voix nécessite de s'adapter à leur tessiture et à leurs possibilités techniques, Isabelle Aboulker ne renonce pas au raffinement de l'écriture, notamment en ce qui concerne l'harmonie. Elle se revendique par ailleurs de Bartók dans la précision de ses indications d'articulation, d'intensité et d'expression. De même, les sources littéraires sont de haute volée, dans la forme comme sur le fond. Pour elle, le verbe est indispensable à sa démarche créative. Pour s'être essayé à la musique pure, elle prend conscience très tôt que le texte, et notamment son aspect narratif, était le déclencheur de son inspiration. Selon un processus inverse, elle a observé que la musique permettait aux enfants d'accéder plus facilement aux univers de Molière, Perrault, la Fontaine ou Roald Dahl.
En traitant par la fraîcheur fantaisiste des contes des sujets graves, et parfois de façon plus frontale, Isabelle Aboulker parle aux enfants de sujets plus complexes. C'est ainsi qu'elle parle de la mort à des enfants de maternelle à travers Myla et l'Arbre-bateau. Avec Les Enfants du Levant, elle parle du bagne pour enfants instaurés par Napoléon III. Avec 1918, l'homme qui titubait dans la guerre,, où des adultes se mêlent au chœur d'enfants, elle évoque la Grande Guerre sans éluder ses horreurs, mais en écartant tout pathos. Avec Olympe la rebelle, elle décrit la révolutionnaire féministe et auteur dramatique Olympe de Gouges, morte sur l'échafaud de la Terreur révolutionnaire montagnarde.

## Œuvres

### Opéras
- Les Surprises de l’Enfer (1981)
- Trois folies d’opéra pour trois femmes compositeurs : De l'autre côté du miroir (1986)
- Cinq Nô Modernes (1992), d'après Cinq nôs modernes de Yukio Mishima
- Monsieur Balzac fait son théâtre, livret de Rémi Laureillard (1999)
- Un Renard à l’Opéra, livret de Rémi Laureillard  (2004)
- La Fontaine incognito (2005), sur une mise en scène de Bernard Deletré
- Les petites mélodies impertinentes (2014) d'après le Dictionnaire des idées reçues de Gustave Flaubert. Création mondiale le 8 août 2015 au Festival des Rencontres Lyriques de Luchon avec les interprètes Sylvia Cazeneuve et Caroline Oliveros[22].
- Archipel(s) (2025) Opéra d'Isabelle Aboulker, sur un livret de Adrien Borne, créé à l'opéra-comique, salle Favart.

### Opéras de chambre
- Petit Opéra Thérapeutique, fantaisie lyrique (1977) d'après des textes médicaux de Félix Vicq d'Azyr
- Leçons de Français aux étudiants américains (1983) d'après Eugène Ionesco
- La Lacune (1993) d'après Eugène Ionesco
- Opéra Thérapeutique (2006), version complétée du Petit Opéra Thérapeutique
- Marya, rencontres avec Marie Curie (2025) pour 3 chanteurs sur un livret de Hélène Clerc-Murgier.

### Opéras pour jeune public
- Jean de la Fontaine parmi nous (1977)
- Moi, Ulysse, livret de Rémi Laureillard (1982), commande de Jean-Claude Malgoire pour l’Atelier Lyrique de Tourcoing
- Idriss ou la fête interrompue, livret de Rémi Laureillard (1986)
- Lascaux, la grotte aux enfants, livret de Rémi Laureillard (1990)
- Trois bateaux pour nulle part : Christophe Colomb sur la mer Océane, livret de Rémi Laureillard (1990)
- Jongleurs dans la jungle, livret de Rémi Laureillard (1993), création le 27 novembre 1999 à l'Opéra-Théâtre de Massy[23]
- Le Rossignol de Chine, livret de Pierre Garnier (1993)
- L'Opéra de Chiffon, livret de Rémi Laureillard (1994)
- Martin Squelette (1995), d'après Les Disparus de Saint-Agil de Pierre Véry
- Atchafalaya, livret de Rémi Laureillard (1996), inspiré de la rivière Atchafalaya en Louisiane, commande du Festival d'Opéra pour enfants de La Chapelle-Saint-Mesmin
- Le Petit Poucet (1998), d'après Charles Perrault
- L'Anneau d’Or, livret de Pierre Garnier (1999)
- La Petite Sirène (2000), d'après Andersen
- La Fontaine et le Corbeau (2001)
- Les Enfants du Levant (2001), d'après Les enfants de l’île du Levant de Claude Gritti
- Cendrillon (2002), d'après Charles Perrault
- Douce et Barbe Bleue (2002), d'après Charles Perrault
- Simon le garçon qui aimait les mots (2002)
- Marco Polo et la Princesse de Chine (2004), d'après Le livre des merveilles de Marco Polo, création à Pékin le 24 février 2005
- Jérémy Fisher (2007), d'après la pièce éponyme de Mohamed Rouabhi
- Si Molière nous était chanté ou la double vie de Jean-Baptiste P... (2008)
- Myla et l'Arbre-bateau (2014), commande de l'Académie musicale de Villecroze
- Olympe la rebelle (2017), d'après un livret de Violaine Fournier, commande du  Conservatoire de Montauban, création à Montauban
- Le Voyage d'Aaron (2022), création avec la compagnie Opéra Buissonnier

### Chansons pour enfants
- Petites histoires naturelles, d'après Jules Renard
- Chansons pour mon doudou
- Huit chansons pour une ou deux voix
- Le Chat, le Papillon, la Feuille et les autres, d'après les Histoires Naturelles de Jules Renard

### Conte musical
- Si j’étais grand (1979)
- La Belle et la Bête (2007)
- Histoire du Petit Ivan qui ne voulait pas devenir soldat (2010)
- Antoinette, la poule savante (2013)
- Marco Polo (2014)
- L'Énorme crocodile (2016) d'après le conte de Roald Dahl
- Un amour de tortue (2016 également) d'après le livre de Roald Dahl

### Musique pour livre audio
- Inconnu à cette adresse (2004) de Kressmann Taylor, lu par Maurice Bénichou et Gérard Desarthe
- L’ami retrouvé (2005) de Fred Uhlman, lu par Robin Renucci
- Le Petit Prince (2006) de Antoine de Saint-Exupéry, lu par Bernard Giraudeau

### Spectacle musical
- Les Savants et la Révolution (1989), Exposition-spectacle réalisée dans le cadre du bicentenaire de la Révolution Française, créé le 21 mars 1989 à la Cité des Sciences et de l’Industrie de La Villette[24].

### Comédie musicale
- Passeport Musical pour Paris, livret et mise en scène d'Alain Maratrat, créé en 1990, à Evian, avec la participation et sous la direction de Mstislav Rostropovitch[25]

### Oratorio
- 1918, l'Homme qui titubait dans la guerre, (1998) (livret : Arielle Augry, d'après des écrits d'Ernst Jünger, Céline, Blaise Cendrars, Apollinaire, Henri Barbusse, Henry Bataille, Romain Rolland, Stefan Zweig). - Commande de l'État - Création mondiale en 1998 à Péronne, Historial de la Grande Guerre. Deux enregistrements : 1999 et 2014 chez Triton.

### Pièces instrumentales
- Le miroir aux Clarinettes, suite pour ensemble de clarinettes
- Comme au cinéma, suite pour ensemble à cordes et piano
- Petite suite pour octuor à vent

## Ouvrages pédagogiques
- Les intervalles, Éditions Henry Lemoine
- La voix et le rythme, Éditions Henry Lemoine
- Musique mode d'emploi, Éditions Billaudot - Cotage

## Récompenses et distinctions
- 1999 : Prix de l’Académie des Beaux-Arts
- 2000 : Prix Musique de la Société des Auteurs et Compositeurs Dramatiques
- 2010 : Prix Maurice Yvain
- 2021 : Grand Prix du répertoire jeune public décerné par la SACEM[26].